# Cerberus Capital Management
Cerberus Capital Management — американская компания, один из крупнейших фондов прямых инвестиций в мире, управляет активами на $23,5 млрд.

## Крупнейшие сделки
- 2006 год — Cerberus приобрел 51 % акций GMAC, финансового подразделения General Motors.
- 2007 год — 14 мая 2007 года DaimlerChrysler сообщила о продаже Chrysler Group фонду прямых инвестиций Cerberus Capital Management. Её активы будут выделены в новую компанию Chrysler Holding LLC, в которую войдут производственные (Chrysler Corporation) и финансовые (Chrysler Financial Services, предоставляющая финансовые услуги при продаже автомобилей в Северной Америке) активы. Cerberus заплатит 5,5 млрд евро ($7,4 млрд) за 80,1 % акций Chrysler Holding, 19,9 % акций останется у DaimlerChrysler. Из этой суммы 3,7 млрд евро и 0,8 млрд евро Cerberus направит на увеличение капитала двух входящих в Chrysler Holding компаний, тогда как сама DaimlerChrysler получит лишь 1 млрд евро. Но и этих денег у неё практически не останется: 650 млн евро пойдут на досрочное погашение долгов Chrysler Group, а 300 млн евро в виде кредита DaimlerChrysler предоставит самой Chrysler Corporation.

## Другие компании сектора
- Kohlberg Kravis Roberts